# Provincia di Burdur
La provincia di Burdur (in turco Burdur ili) è una provincia della Turchia.

## Geografia antropica

### Suddivisioni amministrative

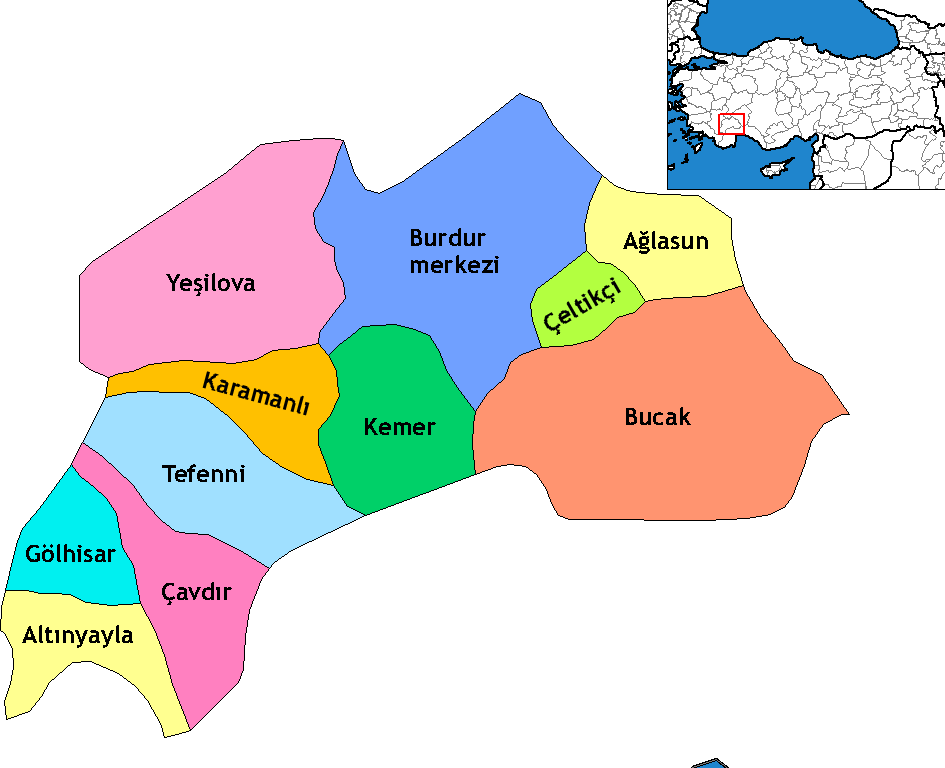
Distretti della provincia di Burdur

La provincia è divisa in 11 distretti:
| - Burdur (centro) - Ağlasun - Altınyayla - Bucak - Çavdır - Çeltikçi | - Gölhisar - Karamanlı - Kemer - Tefenni - Yeşilova |

Fanno parte della provincia 30 comuni e 183 villaggi.